# Collegium Marianum (Neuss)

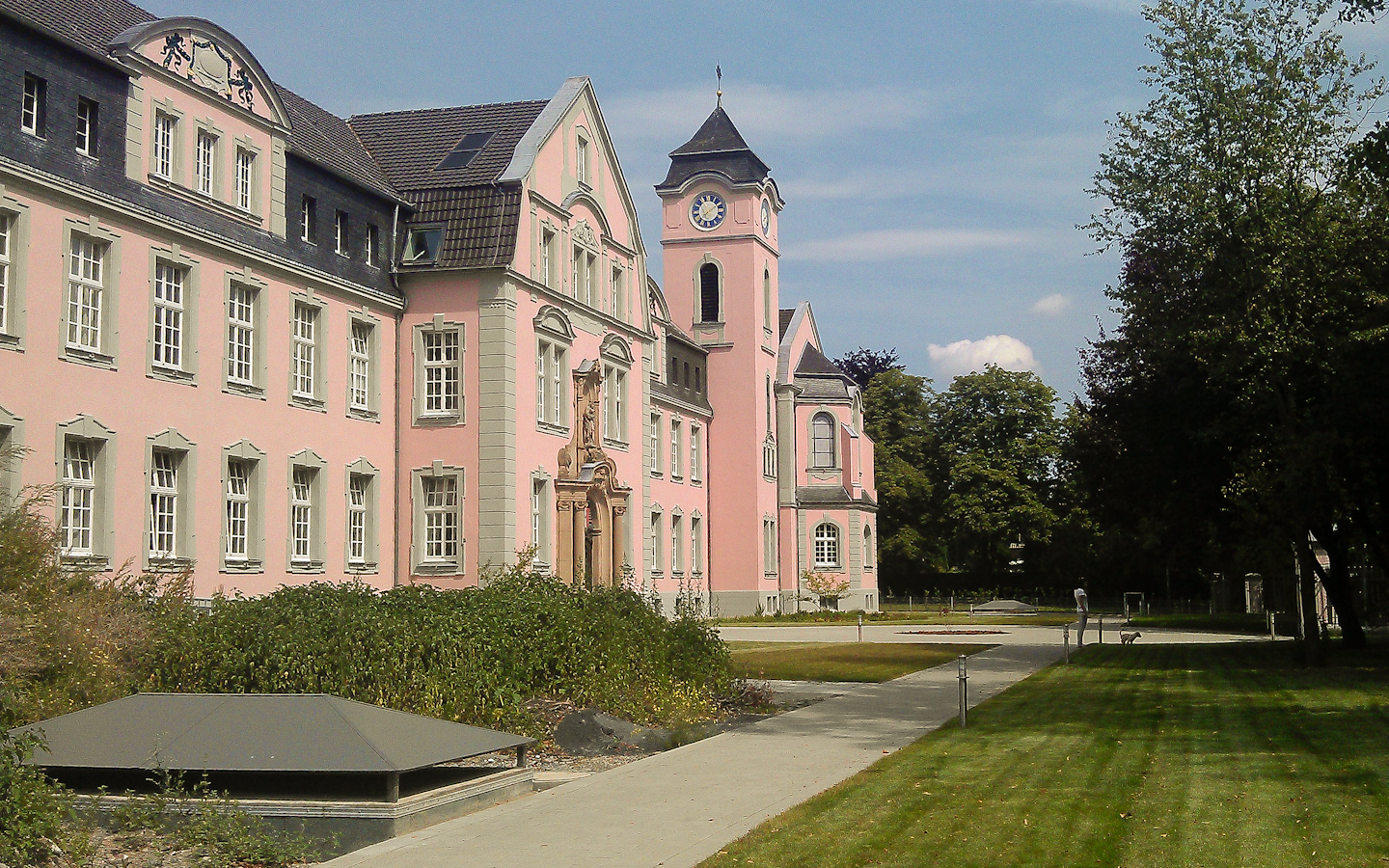
Collegium Marianum, 2012

Das Collegium Marianum (zuvor „Notburgahaus“) ist eine ehemalige karitative Einrichtung in Neuss. Das Bauwerk an der Preußenstraße 66 steht in der Nachbarschaft des Lukaskrankenhauses.

## Geschichte
Das im Stil des Neobarock von Josef Kleesattel entworfene Gebäude wurde in den Jahren von 1908 bis 1909 errichtet. Das Gebäude ist eine zweigeschossige Anlage mit Mansarddach, dessen Fassade aus Putz und Werkstein besteht. Die Hauptfront zeigt 15 Achsen und wird in der Mitte durch einen dreiachsigen Risalit mit hohem Mansardgiebel betont. Im Gebäudeinneren sind die bauzeitlichen Treppenhäuser sowie im Erdgeschossflur des linken straßenseitigen Traktes der originale Terrazzoboden und die originalen Türen erhalten.
Das Notburgahaus, benannt nach Notburga von Köln wurde 1909 eingeweiht, nachdem die ersten Schwestern schon im Dezember 1908 eingezogen waren. Es war eine Erziehungsanstalt und Heim für schulentlassene weibliche Fürsorgezöglinge und Zufluchtsstätte für sogenannte gefährdete Mädchen. Ursprünglich für 150 Mädchen ausgelegt, waren bis zu 400 Mädchen untergebracht. 1929 wurde das Haus um einen Trakt mit Festsaal erweitert und 1938 um eine Turnhalle. Der NS-Staat unterstellte das Haus der Rheinprovinz.
Im Zweiten Weltkrieg wurde das Haus als Lazarett für die Versorgung von bis zu 400 Verwundeten genutzt. Am 10. September 1942 brannte das Haus nach einem Luftangriff ab. Im März 1945 wurde das Notburgahaus auch für die Zivilbevölkerung freigegeben, da im Krankenhausbunker nebenan Flecktyphus ausgebrochen war. Es wurde bis 1951 als Krankenhaus genutzt. Der Verein Notburgahaus setzte das Haus danach wieder instand. 1957 übernahm man eine Förderklasse für Mädchen aus den sogenannten deutschen Ostgebieten. Die Genossenschaft der Töchter vom Heiligen Kreuz zogen ihre Schwestern am 15. Dezember 1959 aus dem Haus ab.
Das Erzbischöfliche Collegium Marianum übernahm das Gebäude 1962. Konvikt und Internat des Erzbischöflichen Abendgymnasiums zogen von der Breite Straße hierher. Das Wohnheim beherbergte bis zu 350 Jungen und junge Männer, die am Erzbischöflichen Abendgymnasium und Friedrich-Spee-Kolleg die Allgemeine Hochschulreife erzielen und danach die theologische Laufbahn einschlagen sollten. Die Kapelle im Ostflügel wurde von Heinz Mack neu gestaltet und am 8. Mai 1988 eingeweiht.
Der Neusser Bauverein erwarb das Gebäude 2007. Es ist seit 2008 ein Baudenkmal.